# The Philadelphia Story
The Philadelphia Story is een Amerikaanse romantische komedie uit 1940 onder regie van George Cukor. Deze speelfilm verhaalt over een hooghartige jonge vrouw wier trouwplannen in de war worden geschopt door haar voormalige echtgenoot en een journalist van een roddelblad. In de film komen thema's aan bod als klassenverschillen en begrip voor menselijke zwakheden.
Het scenario van The Philadelphia Story is gebaseerd op het gelijknamige toneelstuk van Philip Barry. De hoofdrollen werden vertolkt door Katharine Hepburn, Cary Grant en James Stewart. De film was goed voor zes Oscarnominaties, waarvan er twee werden verzilverd. Eén ging naar Stewart, voor zijn rol van de snobistische journalist. Voor Hepburn, wier carrière op dat moment een dieptepunt beleefde, betekende de film een rehabilitatie in de Amerikaanse cinema.

## Verhaal
Tracy Lord (Katharine Hepburn) is een socialite uit de Main Line, een chique buurt in de buitenwijken van Philadelphia. Zij heeft zich laten scheiden van scheepsontwerper C. K. Dexter Haven (Cary Grant) omdat hij niet aan haar hoge standaarden kon voldoen. Na twee jaar besluit ze George Kittredge (John Howard) te trouwen, een degelijke en zelfingenomen zakenman uit de nouveau riche, wiens karakter compleet tegengesteld is aan dat van Dexter.

### De chantage
Tracy heeft altijd al de pers buiten haar privéleven kunnen houden. Sidney Kidd (Henry Daniell), uitgever van het roddeltijdschrift Spy ziet echter zijn kans schoon wanneer Dexter Haven aanbiedt om hem een handje te helpen. Verslaggever Macaulay "Mike" Connor (James Stewart) en zijn vriendin, de fotografe Liz Imbrie (Ruth Hussey), krijgen van Kidd instructies voor een reportage over het aanstaande huwelijk, dat The Philadelphia Story zal gaan heten. Dexter zal hen bij de familie introduceren als vrienden van Junius Lord, Tracy's broer die zelf verhinderd is.

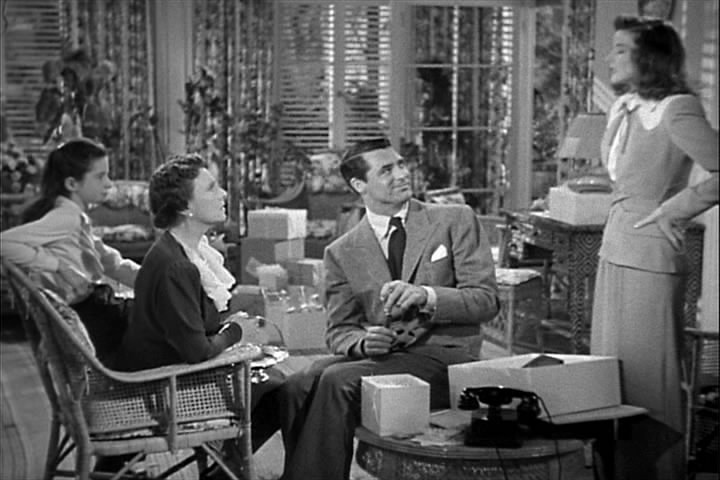
Tracy Lord is ontstemd wanneer ze thuis Dexter Haven ontmoet.

Dexter verschijnt na jaren weer in huize Lord en wordt verwelkomd door Tracy's moeder Margaret (Mary Nash) en Tracy's bijdehandse zus Dinah (Virginia Weidler). Zelf is Tracy weinig ingenomen met het verschijnen van haar ex-man. Wanneer Dexter uitlegt dat twee vrienden van Junius tot de bruiloft blijven logeren, heeft ze het bedrog door. Dexter heeft echter een troef achter de hand: wanneer Tracy niet toestemt in een reportage, zal Sidney Kidd een artikel in zijn blad publiceren over de geheime affaire van Tracy's vader Seth (John Halliday) met een danseres. Om de reputatie van haar familie te beschermen gaat Tracy uiteindelijk akkoord.

### Tracy en Macaulay
Tracy, Margaret en Dinah besluiten om een schijnvertoning op te voeren voor Macaulay en Liz. Dinah speelt een achterlijk kind en Tracy een overdreven vriendelijke gastvrouw. Wanneer Tracy ontdekt dat Macaulay een roman heeft geschreven raakt ze echter in hem geïnteresseerd. Ze gaan samen zwemmen en ontmoeten Haven langs het zwembad. Haven onthult een aantal van Tracy's gebreken, maar Macaulay wil het niet aanhoren en loopt weg.

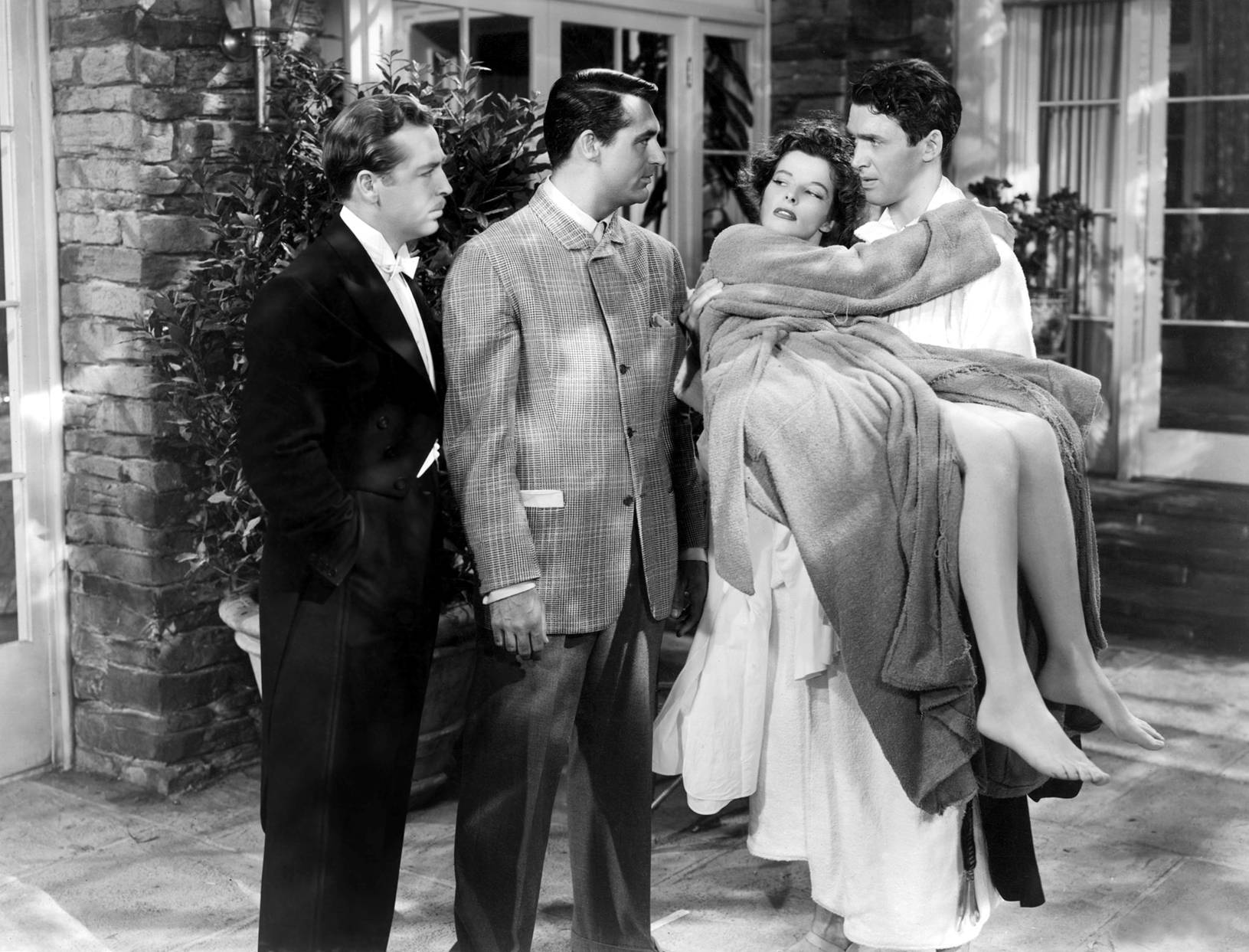
Tracy Lord: "My feet are made of clay. Made of clay, did you know? Good niiiggghhhttt little man!"

Onbewust is Tracy nog altijd voor Dexter blijven voelen. Ze wordt nu heen en weer geslingerd tussen Dexter, Macaulay en haar verloofde George. Tijdens een feest op de vooravond van haar huwelijk raakt Tracy dronken en gaat ze zwemmen met Macaulay. Daarna draagt hij haar naar haar kamer en komt onderweg Dexter en George tegen. George trekt de verkeerde conclusies en is teleurgesteld in haar gedrag.

### De huwelijksdag

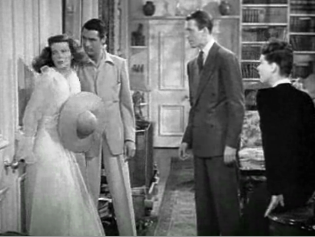
Tracy Lord raakt in paniek terwijl achter de deur de genodigden op de inzegening van haar huwelijk wachten.

De volgende ochtend heeft Tracy een kater en kan zich niets herinneren van wat de vorige avond is gebeurd. Haar zus Dinah heeft Tracy en Macaulay echter bespied en vertelt Tracy wat ze heeft gezien. Tracy krijgt vervolgens een brief van George, waarin hij een verklaring voor haar slecht gedrag vraagt. Als hij haar komt opzoeken verbreekt zij de verloving. Ondertussen zit de huiskapel vol gasten te wachten op het nieuwe bruidspaar. Macaulay biedt aan om haar te trouwen, maar Tracy bedankt vriendelijk. Vervolgens doet Dexter haar een aanzoek, welke ze blij accepteert.

## Script
Het scenario van The Philadelphia Story is gebaseerd op het gelijknamige toneelstuk uit 1939, geschreven door Broadway-toneelschrijver Philip Barry. Barry was bevriend met Edgar Scott, de echtgenoot van de rijke Helen Hope Montgomery. Het echtpaar woonde in Ardrossan, het landgoed van de Montgomery-familie in Villanova in de Main Line. Hier was Hope een bekende socialite die bekend stond om haar practical jokes en schuine humor. Barry bezocht het echtpaar regelmatig op hun landgoed en kreeg hier het idee voor The Philadelphia Story.

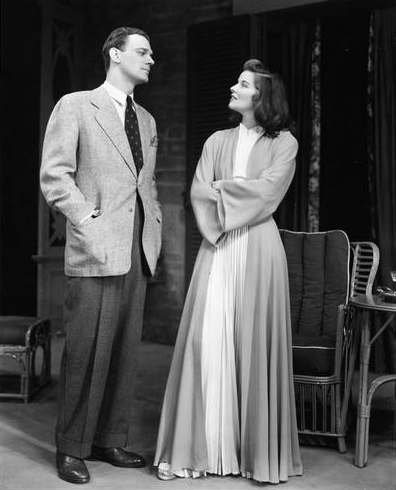
Joseph Cotten en Katharine Hepburn in de toneelversie

### Toneeluitvoering
Barry schreef het stuk specifiek voor Katharine Hepburn, die de hoofdrol zou vertolken. Hepburns filmcarrière had een dieptepunt bereikt na een reeks commerciële flops, waaronder Bringing Up Baby van Howard Hawks en Holiday van George Cukor, beide uit 1938. Op 3 mei van dat jaar publiceerde de bioscoopeigenaar Harry Brandt een lijst met slecht verkopende filmsterren in de Independent Film Journal. Ook Hepburn werd door hem als Box Office Poison bestempeld.
Holiday was een filmadaptatie van Barry's gelijknamige toneelstuk. Tijdens de opnames raakte Barry bevriend met Hepburn en hielp hij haar om zich te richten op het toneel. The Philadelphia Story moest Hepburns carrière een nieuwe impuls geven. Het personage van Tracy Lord was gedeeltelijk gebaseerd op Helen Hope, maar Barry zette haar karakter zodanig neer dat ze de sympathie van het publiek kon winnen. Tracy was hooghartig, patricisch, onafhankelijk, scherp van tong en intolerant, maar tegelijk ook kwetsbaar. Later beweerde Hepburn dat zij geheel model stond en er geen sprake was van Hope als inspiratiebron. Hope verklaarde dat zijzelf alleen de energieke en gemotiveerde uitstraling met Tracy gemeen had.

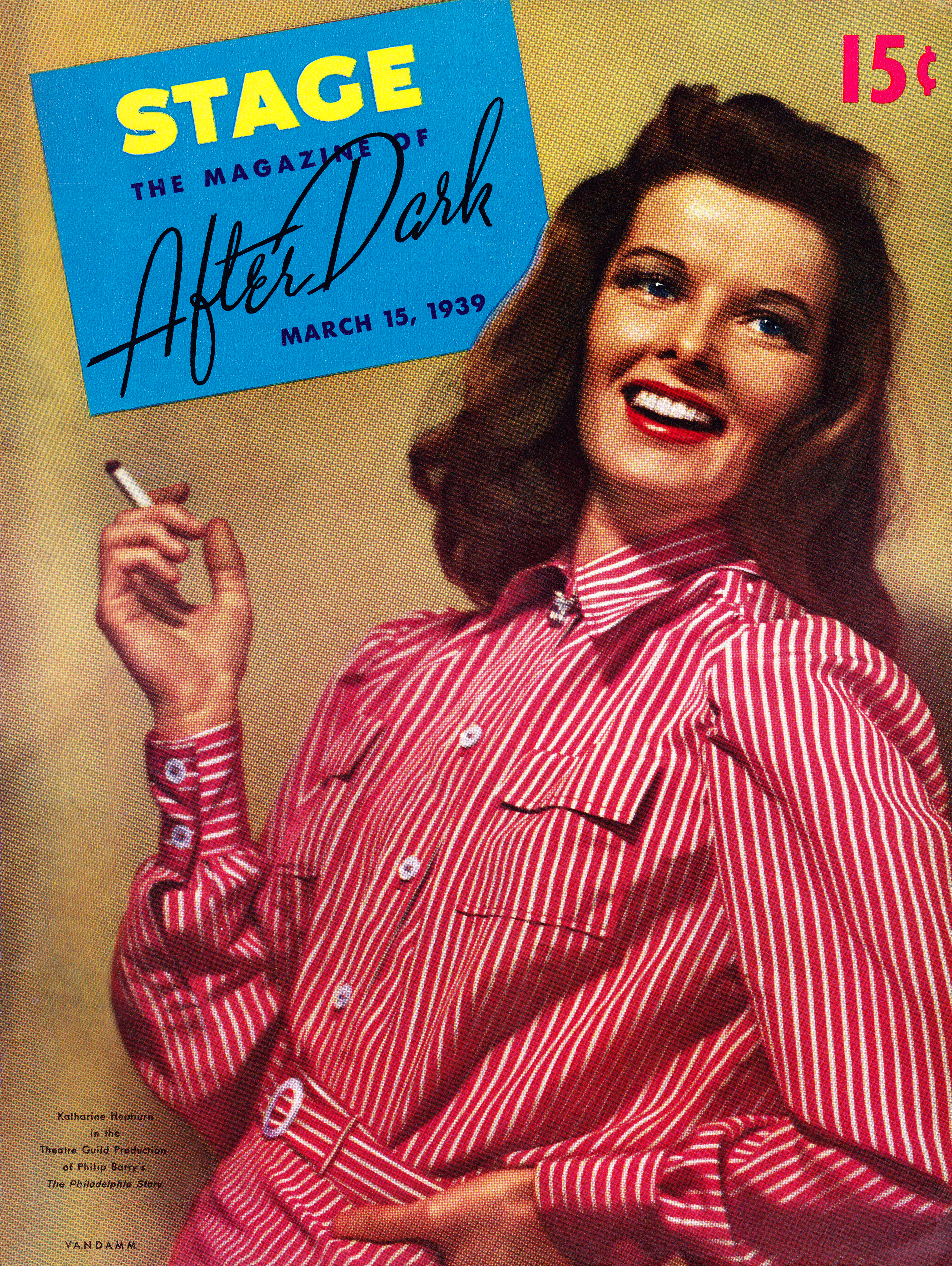
De Broadway-versie van The Philadelphia Story zorgde voor een opleving van Katharine Hepburns carrière.

The Philadelphia Story ging op 28 maart 1939 in première. Op het toneel werd de rol van Dexter Haven gespeeld door Joseph Cotten, Mike Connor door Van Heflin en Liz Imbrie door Shirley Booth. Het toneelstuk werd goed ontvangen en leverde Hepburn positieve kritieken op. In totaal werden er meer dan 400 voorstellingen in het gehele land gegeven. Hepburn verdiende $150.000 aan het toneelstuk, het equivalent van ongeveer $2.8 miljoen in 2019.

### Filmbewerking
David O. Selznick was geïnteresseerd in de filmrechten en wilde met een verfilming de carrière van Bette Davis een nieuwe impuls geven. Ook MGM was geïnteresseerd in een verfilming met Joan Crawford of Ann Sheridan in de hoofdrol. Hepburn wilde echter de hoofdrol zelf vertolken. Met de hulp van haar minnaar Howard Hughes kocht ze de rechten voor $30.000.
Katharine Hepburn sloot een contract met Louis B. Mayer van MGM. Zij ontving $175.000 voor het contract en zou voor haar vertolking van Tracy Lord $75.000 ontvangen, plus een percentage van de ticketverkoop. Ook kreeg Hepburn het veto over de keuze van de producent, regisseur, scenarioschrijver en cast.  Samuel Goldwyn stelde Gary Cooper voor als tegenspeler en William Wyler als regisseur. Hepburn stond er echter op dat George Cukor de film zou regisseren, anders liet ze de hele verfilming niet door gaan. Zij had reeds in vier van zijn films een rol gespeeld, waaronder haar allereerste film A Bill of Divorcement uit 1932 en Holiday uit 1938.
Donald Ogden Stewart, scenarioschrijver van  Holiday, werd door Hepburn uitgekozen om het toneelscript voor de filmversie te bewerken. Hij was een vriend van Barry en gespecialiseerd in het schrijven van toneeladaptaties. Stewart bewerkte het script met de hulp van Waldo Salt, die echter niet werd genoemd in de begintitels van de film. Joseph L. Mankiewicz zou de film produceren. Hij gaf Stewart een audio-opname van het toneelstuk waarop de reacties van het publiek te horen waren. Mankiewicz verlangde dat er net zo veel om de film zou worden gelachen als om de toneelversie, een opgave die Stewart naar eigen zeggen als zeer beperkend ervoer.

### Censuur

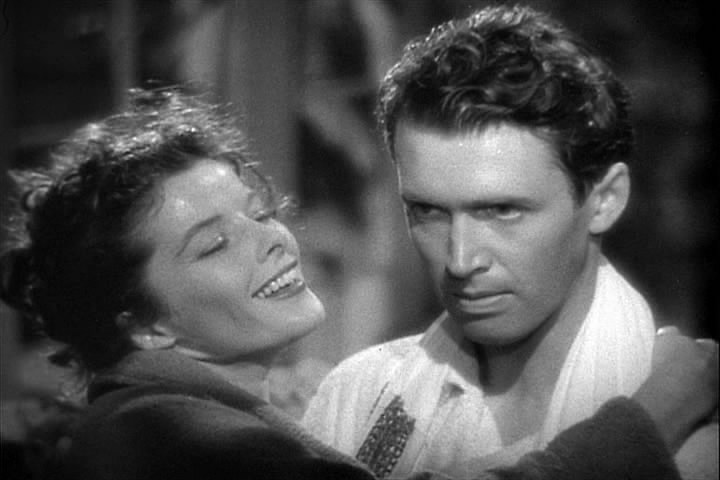
De scène waarin Tracy dronken in de armen van Macaulay hangt na een nachtelijke zwempartij werd aanvankelijk afgekeurd.

Om geaccepteerd te worden door de Amerikaanse bioscopen, diende de verfilming van The Philadelphia Story te voldoen aan de Hays Code. Joseph Breen, hoofd van het censureringskantoor, beoordeelde eerst het toneelstuk. Hij maakte onder andere bezwaar tegen de  openingsscène waarin Hepburn op de grond wordt geslagen, het overmatige alcoholgebruik, de scène waarin Tracy Lord en Macaulay Conner naakt zwemmen, het billenknijpen van Uncle Willy en de onthullingen van Seth Lords buitenechtelijke relatie met een danseres. Breen schreef in zijn brief van april 1939 aan Paramount Pictures: "De gehele filmbewerking mag niets bevatten wat een ongunstige kijk op de instelling van het huwelijk reflecteert."
Het eerste script van Stewart werd door Breen in juni 1940 afgekeurd. Zaken die gecorrigeerd moesten worden waren het naaktzwemmen, het billenknijpen, het excessieve drinken, suggestieve dialogen en grappen ten koste van de trouwambtenaar. Ook moesten bepaalde termen zo min mogelijk worden gebruikt, waaronder pregnant, naked, louse en stinking. Er werden verscheidene aangepaste versies beoordeeld, maar tijdens de filmproductie was het script nog niet goedgekeurd. De laatste brieven van Breen besloten telkens met de volgende waarschuwing: "Je begrijpt natuurlijk dat ons definitieve oordeel zal worden gebaseerd op de uiteindelijke film." In de eindproductie wordt Dinah Lord door haar moeder bestraft wanneer ze de termen "louse" en "stinking" gebruikt.

## Rolverdeling
Voor de filmversie van The Philadelphia Story werd met uitzondering van Katharine Hepburn een geheel nieuwe cast gezocht. De overige drie hoofdrolspelers uit de Broadway-versie, Joseph Cotten, Van Heflin en Shirley Booth, waren destijds weinig gewild in de filmwereld. Naar verluidt was Louis B. Mayer onzeker of Hepburn alleen de film wel kon dragen en wilde hij uit voorzorg twee succesvolle acteurs in de hoofdrollen. Hepburn kreeg volgens haar contract het veto bij de casting.
Het promotiemateriaal voor de film noemt vier hoofdrolspelers. George Kittredge, de verloofde van Tracy Lord die werd gespeeld door John Howard, fungeert slechts als een stroman in het verhaal.

### Katharine Hepburn
Hepburn speelde de vrouwelijke hoofdrol van Tracy Lord in de film. Voor haar was The Philadelphia Story een kans om zich te rehabiliteren in de filmindustrie. Zij stond niet alleen bekend als box office poison, maar ook als een onmogelijk actrice. De Associated Press verkondigde in juli 1939: "Cukors volgende klus is Philadelphia Story. En dat betekent dat zijn volgende probleem Katharine Hepburn is."
Hepburn was echter goed bekend met het milieu in de Main Line. Ze had op Bryn Mawr College gestudeerd en trouwde in 1928 met Ludlow Ogden Smith uit een rijke Philadelphia-familie. Bovendien had Hepburn veel connecties in de chique buurt. Haar ervaring droeg volgens filmcritici bij aan de geloofwaardigheid van de film.

### James Stewart
Mayer suggereerde James Stewart voor de rol van Macaulay Connor. Toen hij het script las, ging hij ervan uit dat hij de rol van Dexter Haven zou krijgen. Stewart wilde liever die van Macaulay, al was dit in theorie een ondersteunende rol. De rol van de journalist uit de middenklasse vond hij veel interessanter.
Stewart ontving $3.000 per week, wat neer kwam op $15.000 in totaal. Hij klaagde echter niet. Stewart werkte graag onder George Cukor, die net als Frank Capra zijn acteertalent op waarde wist te schatten. In een interview na de Oscaruitreiking verklaarde Cukor: "Ik wilde dat hij zichzelf bleef, maar ik wilde wel zijn jongensachtigheid uitlichten en onderstrepen, zijn spontaniteit en de wonderlijke verbazing wanneer hij ontdekt dat hij verliefd wordt."

### Cary Grant
Voor de rol van Dexter Haven stelde Mayer aanvankelijk Clark Gable, Spencer Tracy of Robert Taylor voor, maar alle drie bedankten. Uiteindelijk werd er voor Cary Grant gekozen. Hepburn had reeds in drie films met hem samengewerkt, namelijk Sylvia Scarlett (1935), Bringing Up Baby (1938) en Holiday (1938). De laatste twee waren komedies met een hernieuwd huwelijk als thema, net als The Philadelphia Story.
Ook Grant wilde het liefst de rol van Connor, daar hij deze grappiger vond en beter geschreven. Hepburn en Cukor zagen hem echter viel liever in de romantische rol van de rijke ex-man. Grant ging akkoord met zijn rol op twee voorwaarden. Hij wilde als eerste worden genoemd in de begintitels en de filmpromoties, ondanks dat Hepburn de hoofdrol had en Stewart aanzienlijk meer tekst. Ook verlangde Grant een salaris van $137.500, een uitzonderlijk hoog bedrag voor die tijd. Hij doneerde dit bedrag aan de British War Relief Society.
Cary Grant zette Dexter neer als een mix van Jerry Warriner in The Awful Truth (1937) en Walter Burns in His Girl Friday (1939). Hij is alwetend, maar tegelijk kwetsbaar; een man waarvan het publiek wenst dat hij het meisje krijgt. Grant staat niet in het middelpunt van de aandacht, maar draagt wel in belangrijke mate bij aan de emotionele lading van de film. Volgens Joseph L. Mankiewicz heeft de film haar succes aan een aanzienlijk groter deel aan Grant te danken dan de meesten beseffen. De regisseur Stanley Donen, die later drie films met hem had gemaakt, noemde Grants vertolkingen in The Philadelphia Story en His Girl Friday zijn grootste acteerprestaties.

### Ruth Hussey
De rol van de mondige fotografe Liz Imbrie werd vertolkt door Ruth Hussey, een toen nog relatief onbekende actrice die meestal wereldwijze rollen speelde. Zij maakte in 1937 haar filmdebuut en speelde een aantal hoofdrollen in MGMs B-films, waaronder Blackmail, als de echtgenote van Edward G. Robinson. In 1939 kreeg Hussey een kleine rol in The Women, een toneelverfilming van George Cukor. Haar rol in The Philadelphia Story leverde haar een top billing-vermelding op in de begintitels en de filmpromoties, als vierde hoofdrolspeler na Grant, Hepburn en Stewart.

### Overzicht
| Acteur            | Personage                                                                                          |
| ----------------- | -------------------------------------------------------------------------------------------------- |
| Katharine Hepburn | Tracy Lord De "bronzen godin" die gedurende de film steeds meer haar menselijke kant laat zien     |
| Cary Grant        | C. K. Dexter Haven Tracy's ex en onwelkome gast op haar aanstaande huwelijk                        |
| James Stewart     | Macaulay "Mike" Connor De cynische, talentvolle schrijver die de kost verdiend als journalist      |
| Ruth Hussey       | Elizabeth "Liz" Imbrie De praktisch ingestelde fotografe en geliefde van Macaulay                  |
| John Howard       | George Kittredge De verloofde van Tracy die als self-made man veel vertrouwen in de toekomst heeft |
| Roland Young      | William Q. Tracy (Uncle Willie) De oom van Tracy en notoire rokkenjager                            |
| Mary Nash         | Margaret Lord Tracy's moeder die gepreoccupeerd is met het trouwfeest                              |
| John Halliday     | Seth Lord Tracy's vader die in een echtscheiding ligt met Margaret                                 |
| Virginia Weidler  | Dinah Lord Het bijdehante zusje van Tracy                                                          |
| Henry Daniell     | Sidney Kidd De uitgever van Spy die alles over heeft voor een schandaleus artikel                  |
| Lionel Pape       | Edward De bediende van de Lord-familie die Dexter hartelijk welkom heet                            |
| Rex Evans         | Thomas De butler van de Lord-familie die Macaulay scherp in het oog houdt                          |
| David Clyde       | Mac De nachtwaker van de Lord-familie die een oogje dicht doet voor Dexter                         |
| Hilda Plowrig     | De bibliothecaresse die zich in het Angelsaksisch uitdrukt                                         |

## Productie

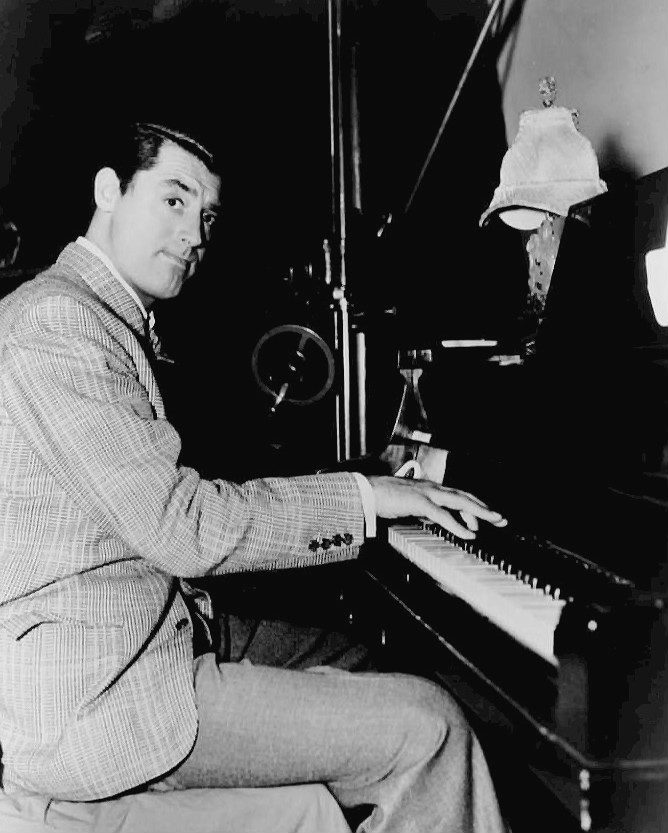
Cary Grant speelt piano op de set.

De film werd van 5 juli tot 14 augustus 1940 opgenomen met Joseph L. Mankiewicz als producent. De opnames werden vijf dagen eerder afgerond dan gepland.
Hepburn wilde haar reputatie van een arrogante filmster kwijtraken en verwelkomde verslaggevers hartelijk op de set. Ze trakteerde de cast en het filmpersoneel op ijs en deelde veel complimenten uit. Zo beweerde ze in het bijzijn van journalisten: "Ik kan eigenlijk wel naar waarheid zeggen dat ik armzalig afsteek bij Grant en Stewart." De pers was vaak lovend over haar. Zo noemde columnist Dorothy Manners van de Los Angeles Examiner haar "an angel dropped right out of heaven on the ‘Philadelphia Story’ set."
Hepburn bemoeide zich veel met de regie. Toen Stewart niet in een zwembroek wilde acteren omdat zijn benen te dun waren, sommeerde ze hem zijn pijpen op te tillen. Ze beaamde dat het inderdaad de lelijkste benen waren die ze ooit zag, waarop ze de scène zodanig liet aanpassen dat Stewart een badjas kon dragen.
George Cukor hechte veel waarde aan spontaniteit en natuurlijkheid. Hij gaf zijn acteurs daarom veel vrijheid in hun rol. In de scène van het nachtelijke bezoek van Macaulay aan Dexter improviseerde Stewart dat hij de hik had. Grant onderdrukte zijn lach en zei "Excuse me", mogelijk omdat hij verwachtte dat de scène overgedaan moest worden. Cukor waardeerde echter de natuurlijke interactie tussen de twee en liet die in de film.

### Filmset
Met uitzondering van Sidney Kidds kantoor speelt het hele verhaal zich af in de Philadelphia Main Line. De film werd echter vrijwel geheel in de MGM-studios in Culver City geschoten. Voor het ontwerp van de filmset riep George Cukor in de lente van 1940 de hulp in van Philip Barry. Hij vroeg hem een gedetailleerde beschrijving van hoe het huis van de familie Lord er uit behoorde te zien. Barry adviseerde  een gregoriaans huis: indrukwekkend, maar niet afstandelijk. Hij wees Cukor op drie landhuizen in de Main Line als referentie. Een daarvan was het statige Ardrossan in Villanova, waar de filmset inderdaad veel mee overeenkwam.
In het originele script bestond de openingsscène uit een opname vanuit de lucht waarbij werd ingezoomd op enkele grote landhuizen in de Main line. Een voice-over zou de volgende woorden spreken: 

Outside of Philadelphia which — you will remember — is on the Eastern coast of the United States, lies a district as unknown and inaccessible to the average American as though it were a strange kingdom at the bottom of the sea. Within this district, known as the ‘Main Line,’ lives that ultra-exclusive world — Philadelphia society.
(Net buiten Philadelphia — die zoals je wel zult herinneren zich aan de oostkust van de Verenigde Staten bevindt — ligt een district dat zo onbekend en ontoegankelijk voor de gemiddelde Amerikaan is als was het een vreemd koninkrijk op de bodem van de zee. Binnenin dit district, dat bekend staat als de 'Main Line', leeft die ultraexclusieve wereld — Philadelphia's opperklasse.)

De scène werd echter geschrapt. Cukor liet wel enkele opnames maken in de chique buurt, maar deze werden niet gebruikt in de uiteindelijke filmversie.

## Ontvangst

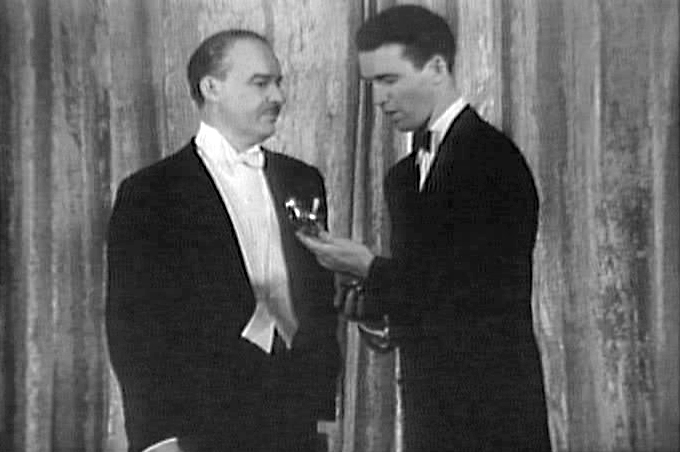
Alfred Lunt overhandigt James Stewart de Oscar voor beste acteur.

Op 26 december 1940 ging The Philadelpia Story in de Radio City Music Hall in New York in première. In de eerste vier dagen werden 110.168 tickets verkocht. De film bleef er zes weken draaien, waarbij het vorige record van Snow White and the Seven Dwarfs uit 1937 werd verbroken.
Het gelijknamige toneelstuk draaide niet meer op Broadway, maar toerde door het land. Om niet te concurreren met de toneeluitvoering ging MGM akkoord om de film aanvankelijk in een selecte groep bioscopen in de stad te vertonen. De film werd vanaf 17 januari 1941 in het gehele land vertoond.
The Philadelpia Story was de vijfde meest populaire bioscoopfilm van 1941. Volgens de gegevens van MGM bracht de film in totaal $3.259.000 op; $2.374.000 in de Verenigde Staten en Canada en $885.000 daarbuiten. Het genereerde de een na hoogste brutowinst van een film uit 1940 na Sergeant York.
Veel toeschouwers vonden dat elke hoofdrolspeler de beste prestatie in zijn filmloopbaan had neergegezet. De film resulteerde in de comeback waarop Hepburn had gehoopt. Joseph L. Mankiewicz schreef Hepburn in een telegram: "Gisteren was er een voorvertoning voor de pers en de berichten zijn ronduit sensationeel, met name die over jou." Harry Brandt, die haar eerder als Box Office Poison bestempelde, schreef kort na de première: "Kom maar terug, Katie, alles is vergeven."

### Prijzen en noteringen
Tijdens de Oscaruitreiking op 27 februari 1941 werd de film genomineerd voor zes Oscars, waarvan er twee werden uitgereikt. James Stewart was genomineerd voor de Oscar voor beste acteur, maar had zelf voor Henry Fonda gestemd voor zijn rol in The Grapes of Wrath. Hij was aanvankelijk niet van plan om de ceremonie bij te wonen, maar wilde in Mexico gaan vissen met John Ford. Stewart kreeg middels een anoniem telefoontje het advies om aanwezig te zijn. Verder was niemand uit zijn categorie op komen dagen. Stewart reageerde verbaasd toen hij zijn Oscar mocht ontvangen. Hij vond zijn acteerwerk van minder niveau dan zijn vertolking van Jefferson Smith in Mr. Smith Goes to Washington, waarvoor hij wel genomineerd werd maar geen Oscar ontving.
Donald Ogden Stewart ontving de Oscar voor beste bewerkte scenario. Tijdens zijn dankspeech verklaarde de scenarist: "Ik heb dit aan niemand te danken dan mezelf." Katharine Hepburn was genomineerd voor de Oscar voor beste actrice, maar verloor deze aan Ginger Rogers voor haar hoofdrol in Kitty Foyle. Op de dag na de uitreiking verklaarde Hepburn aan de pers dat zij eerder voor deze rol was gevraagd, maar dat ze hem had afgeslagen omdat ze "geen winkeljuffrouw in een soap wilde spelen".
| Oscar                               | Genomineerde                               | Resultaat   | Winnaar                            |
| ----------------------------------- | ------------------------------------------ | ----------- | ---------------------------------- |
| Oscar voor beste film               | Metro-Goldwyn-Mayer (Joseph L. Mankiewicz) | Genomineerd | David O. Selznick - Rebecca        |
| Oscar voor beste regisseur          | George Cukor                               | Genomineerd | John Ford - The Grapes of Wrath    |
| Oscar voor beste acteur             | James Stewart                              | Gewonnen    | James Stewart                      |
| Oscar voor beste actrice            | Katharine Hepburn                          | Genomineerd | Ginger Rogers - Kitty Foyle        |
| Oscar voor beste bewerkte scenario  | Donald Ogden Stewart                       | Gewonnen    | Donald Ogden Stewart               |
| Oscar voor beste vrouwelijke bijrol | Ruth Hussey                                | Genomineerd | Jane Darwell - The Grapes of Wrath |

Katharine Hepburn won de New York Film Critics Circle Award voor haar vertolking van Tracy Lord. Het tijdschrift The Film Daily rekende de film tot de beste tien van 1940.
In 1995 voegde de Library of Congress de film toe op de Amerikaanse National Film Registry, een register waar alleen films in worden opgenomen die "cultureel, historisch of esthetisch opvallend" zijn. De website Rotten Tomatoes beoordeelt de film als de derde beste romantische komedie aller tijden.
Prijzen van het American Film Institute
- 1998: AFI's 100 Years... 100 Movies: plaats 51[26]
- 2000: AFI's 100 Years... 100 Laughs: plaats 15[27]
- 2002: AFI's 100 Years... 100 Passions: plaats 44[28]
- 2005: AFI's 100 Years... 100 Movie Quotes:
  - "You're lit from within, Tracy. You've got fires banked down in you, hearth-fires and holocausts." - Genomineerd[29]
- 2005: AFI's 100 Years of Film Scores: Genomineerd[30]
- 2007: AFI's 100 Years... 100 Movies (10th Anniversary Edition): plaats 44[31]
- 2008: AFI's 10 Top 10:
  - Romantic Comedies: plaats 5[32]

## Analyse

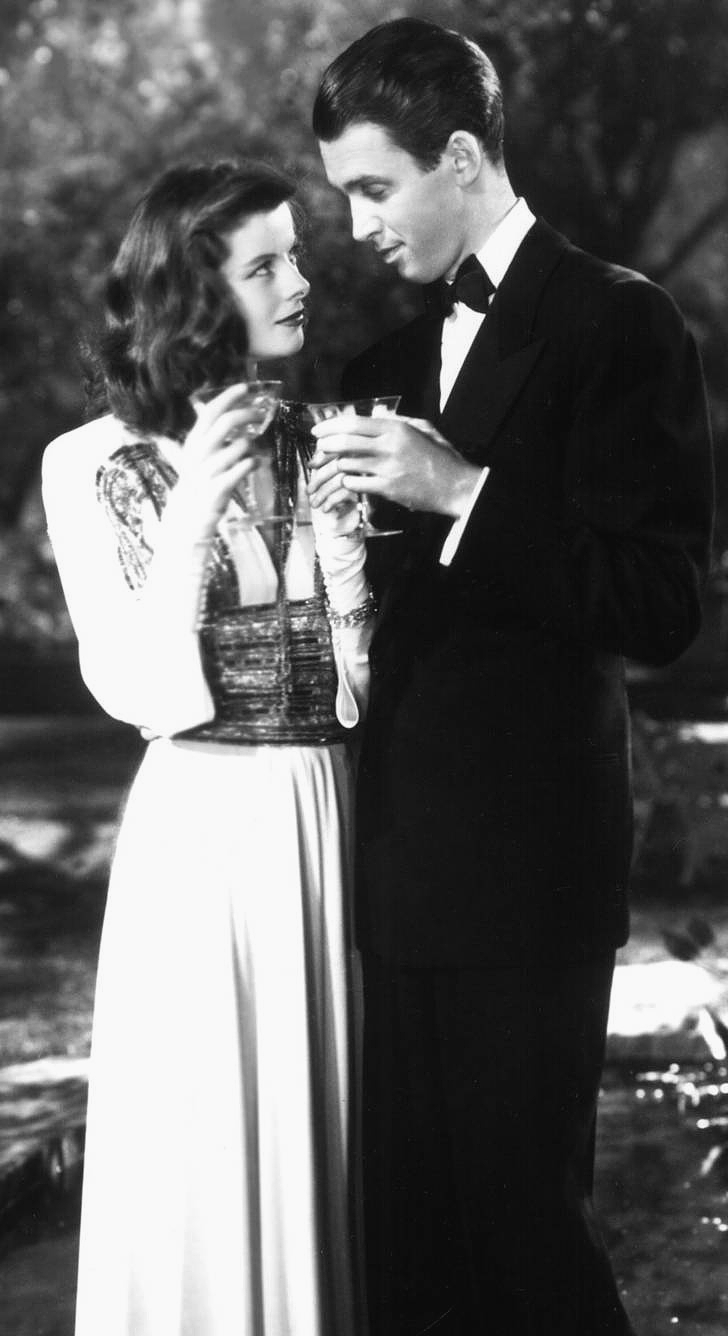
Macaulay Connor: "The prettiest sight in this fine pretty world is the privileged class enjoying its privileges."

The Philadelphia Story is een romantische komedie die handelt over liefde en het huwelijk, persoonlijke ontwikkeling en klassenverschillen. Volgens de filmcriticus Steve Vineberg is het waarschijnlijk een van de meest bejubelde intellectuele komedies die Hollywood heeft voortgebracht. Veel scènes bevatten subtiele verwijzingen naar andere scènes. Zo is de vuistslag die Macaulay van Dexter ontvangt een vervulling van zijn eigen woorden enkele uren daarvoor: "Either I'm gonna sock you or you're gonna sock me."
De film heeft veel kenmerken van een screwball-komedie, een genre dat in die tijd zeer populair was. Typisch voor een screwball laat de film op humoristische wijze zien hoe de rijke upperclass blind is geraakt voor de eenvoudige genoegens van het leven. Dit thema wordt in de film door Macaulay als volgt onder woorden gebracht: "The prettiest sight in this fine, pretty world is the privileged class enjoying its privileges." Een ander screwball-element is de strijd tussen een centrale dominante hoofdrolspeelster en haar tegenspeler. Tijdens de film bekritiseren Tracy Lord en Dexter Haven elkaar, maar maken elkaar uiteindelijk het hof.

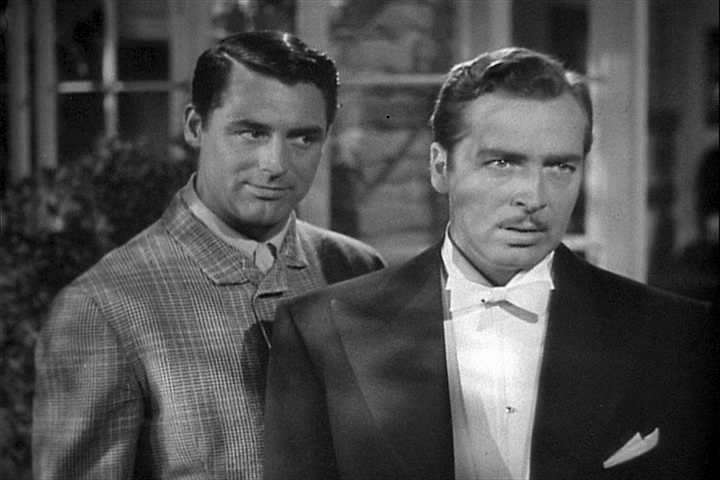
Dexter Haven en George Kittredge vertegenwoordigen twee verschillende sociale klassen.

### Klassenverschillen
Wrijvingen tussen personen uit verschillende sociale klassen is een ander veelvoorkomend thema in screwball-komedies. In The Philadelphia Story vertegenwoordigen de drie geliefden van Tracy Lord drie verschillende lagen van de samenleving. Haar ex-man Dexter behoort net als zij tot een familie met oud geld uit de Main Line. Tracy's verloofde, de ambitieuze George Kittredge, behoort tot de nouveau riche. Hij is door hard te werken van mijnwerker opgeklommen tot directeur. In de paardrijscène illustreren zijn protserige rijkleren en zijn stuntelige rijkunsten hoe weinig hij in zijn natuurlijke element is in de bovenklasse. De journalist Macaulay Connor weet ook wat hard werken is, maar moet net als Liz Imbrie leven van de journalistiek.
De film is revolutionair voor zijn tijd door een andere kijk op de rijken. De Grote Depressie had zijn stempel gedrukt op de filmindustrie. Rijken werden afgeschilderd als domme bruten of hooghartige snobs. Macaulay bestempelt hen als wereldvreemde mensen wanneer hij een oud Spaans spreekwoord citeert: "With the rich and migthy always a little patience." Dexter weet echter door Tracy's afstandelijke houding heen te kijken. Zij laat op haar beurt Macaulay zien dat de upperclass ook behoefte heeft aan liefde, waarop zijn neerbuigende houding verdwijnt en verliefd op haar wordt. Filmhistoricus John O'Leary schreef hierover: "De rijke mensen in deze film zijn vaak vrij geestig en innemend, en in sommige gevallen zelfs begrijpend. De subtiele boodschap is: laten we proberen elkaar te begrijpen en tolereren. Zo worden verschillen overbrugd."
The Philadelphia Story is ook een van de weinige films waarin geliefden uit dezelfde klasse uiteindelijk worden gekoppeld. Het ging Philip Barry echter niet om de achtergrond van George, maar veeleer om zijn karakter. George's leven heeft altijd afgehangen van factoren van buitenaf waar hij voordeel uit trok. De pers ziet hij bijvoorbeeld als een middel om zijn reputatie te consolideren. George ziet Tracy als een statussymbool en is blind voor haar behoeftes.

### Begrip voor menselijke zwakheden

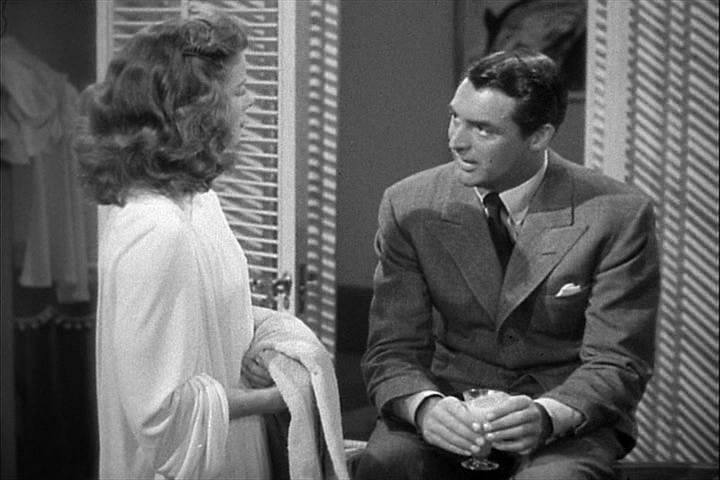
Dexter Haven: "You'll never be a first class human being or a first class woman until you've learned to have some regard for human frailty."

Katharine Hepburn had aan het eind van de jaren 40 de reputatie van een hooghartig, moeilijk te behagen persoon. Zij gebruikte haar vertolking van Tracy Lord om dit negatieve imago voor een deel kwijt te raken. Tracy vertoont aan het begin van de film dezelfde beruchte eigenschappen. Zowel haar vader als Dexter bekritiseren haar intolerantie voor menselijke zwakheden en Macaulay toont haar hoe plezier in het leven te hebben. Gaandeweg leert Tracy mensen te waarderen voor wat ze zijn, in plaats van ze te beoordelen naar haar hoge maatstaven. Ze legt het bij met haar vader en uiteindelijk ook met Dexter. Aan het einde van de film is Tracy getransformeerd tot een vriendelijke, toegankelijke en begripvolle vrouw. Vlak voor de huwelijksceremonie wijst ze George af. Ze beseft dat de kwaliteiten die ze wil ontwikkelen – begrip en ruimdenkendheid – niet combineren met zijn karakter. Ze stroken des te meer met die van Dexter, met wie ze uiteindelijk opnieuw in het huwelijk treedt.
Vineberg noemt één zwak punt in de uitwerking van het thema. Hij acht het ongeloofwaardig hoe Seth Lord zijn buitenechtelijke escapade weet goed te praten door de schuld bij zijn dochter te leggen.

### Hertrouwen
Het hernieuwd huwelijk tussen gescheiden partners was een populair thema in de komediefilms van de jaren 30 en 40 en een belangrijk subgenre in de screwball-komedie. Het vormde voor scenaristen een dankbaar onderwerp daar de Hays Code een taboe op buitenechtelijke relaties legde. Volgens de filosoof Stanley Cavell is de comedy of remarriage het belangrijkste wapenfeit van Hollywood.
In The Philadelphia Story zijn zowel Tracy als Dexter dominant in de relatie, terwijl in de meeste vergelijkbare films deze rol alleen door de hoofdrolspeelster wordt vervuld. Desondanks wordt de film door velen beschouwd als een van de beste voorbeelden van het genre.

### A Midsummer Night's Dream
Dinah Lord was getuige van de nachtelijke gebeurtenissen in de tuin. De volgende ochtend beweert ze dat wat ze heeft gezien een droom moet zijn geweest: "I dreamed I got up and went over to the window - and guess what I dreamed I saw coming over out of the woods?" Hiermee wordt verwezen naar Shakespeare's A Midsummer Night's Dream. In dit toneelstuk besluiten zowel Demetrius en Helena als Nick Bottom dat de fantastische nachtelijke gebeurtenissen in het bos een droom moet zijn geweest.
The Philadelphia Story bevat meer overeenkomsten met Shakespeare's werk. Het amoureuze samenzijn van Tracy en Macaulay was het gevolg van de champagne, een verwijzing naar de magische liefdesnectar die in Shakespeare's toneelstuk onmogelijke koppels maakt. Net als in A Midsummer Night's Dream wordt een ongewenst huwelijk net op tijd voorkomen.
Stanley Cavell trekt nog meer parallellen tussen Shakespeare's stuk en dat van Philip Barry. Zo is de Main Line als het bos in de droom: een ontoegankelijke wereld vol fantastische, wereldvreemde wezens. De rol van Tracy vertoont veel overeenkomsten met de grote, slanke Helena en Dinah met de elf Puck.
In Dexter ziet Cavell een combinatie van Oberon en Theseus die alles in de juiste banen weet te manouvreren. Nadat Tracy de verloving verbreekt zegt George tegen hem: "Somehow I feel you had more to do with this than anyone," waarop Dexter antwoordt: "Maybe, but you were a great help."

## Adaptaties

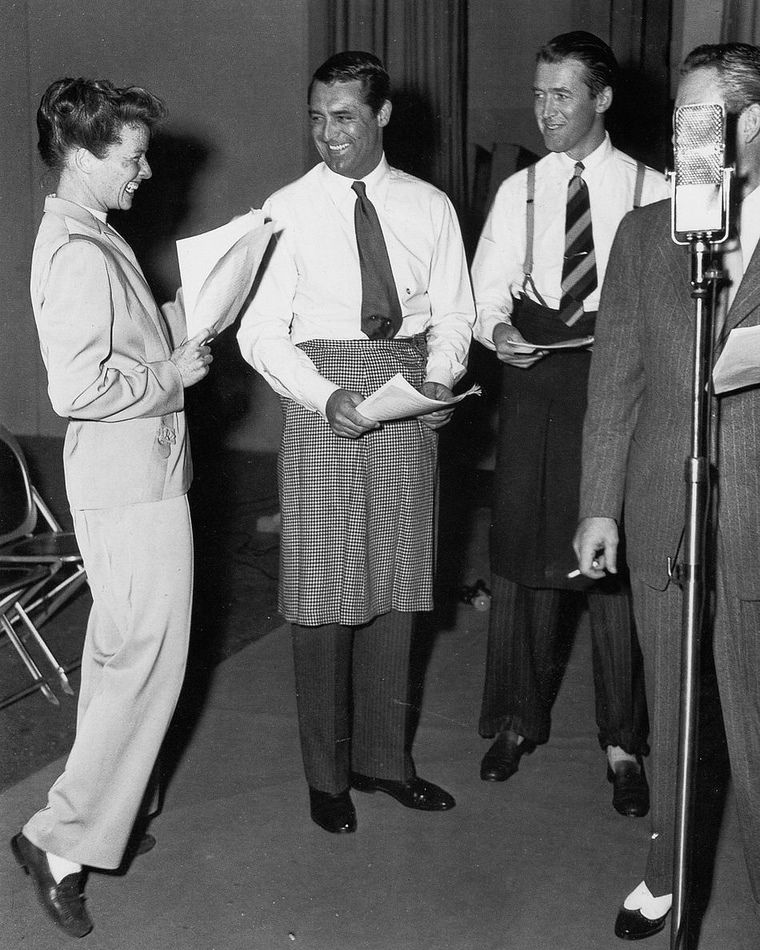
Hepburn, Grant en Stewart in Lux Radio Theater (1942)

In 1942 werd The Philadelphia Story als een 60 minuten durend hoorspel uitgezonden tijdens het radioprogramma Lux Radio Theater, waarin Katharine Hepburn, Cary Grant en James Stewart opnieuw te horen waren. In 1943 werd het hoorspel weer op hetzelfde programma uitgezonden, ditmaal met de stemmen van Robert Taylor, Loretta Young en Robert Young.
In het radioprogramma The Screen Guild Theater werd tweemaal een 30 minuten durende adaptatie van de film uitgezonden; de eerste op 5 april 1942 met Greer Garson, Henry Fonda en Fred MacMurray en op 17 maart 1947 opnieuw met Katharine Hepburn, Cary Grant en James Stewart.

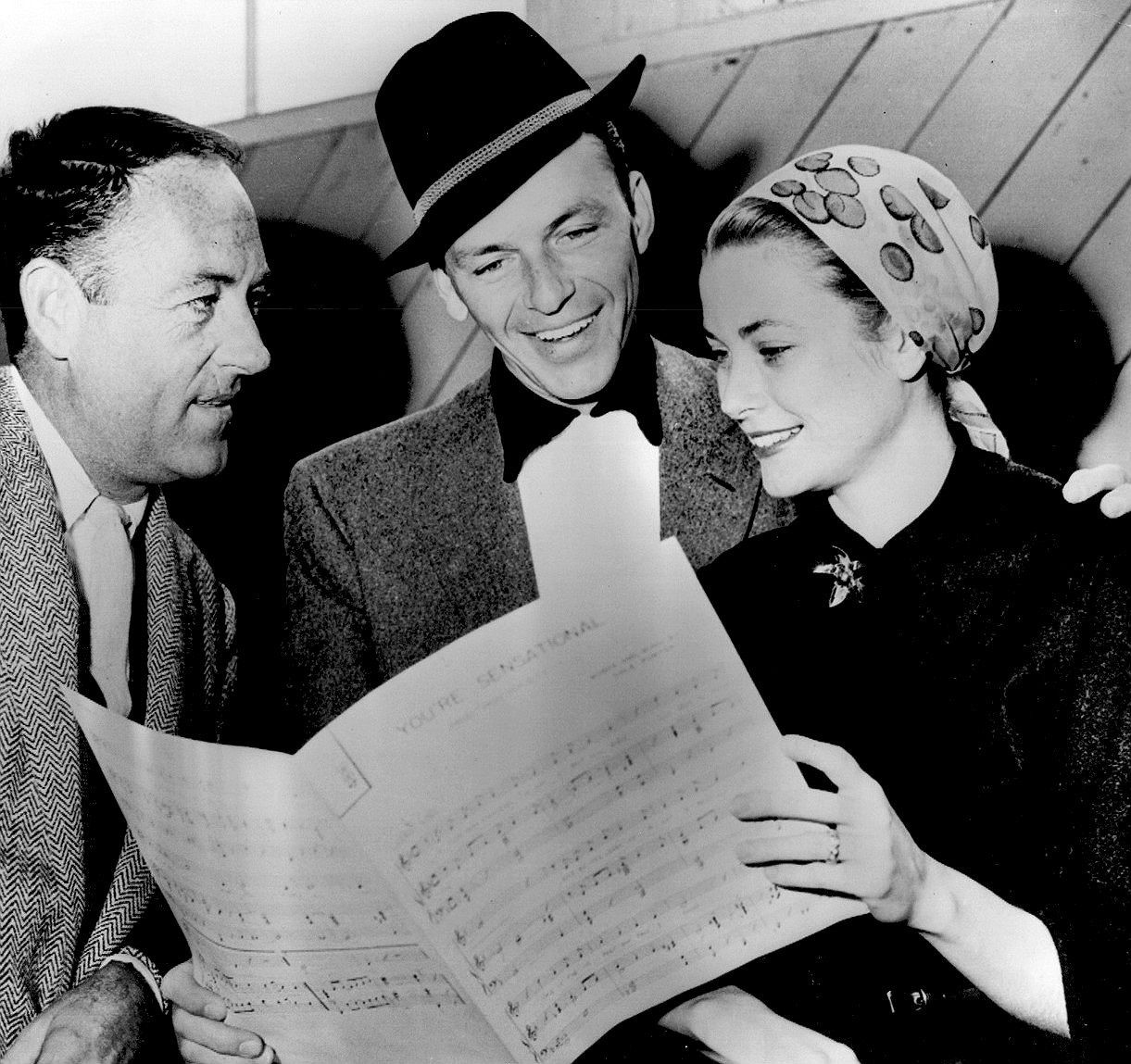
Charles Walters, Frank Sinatra en Grace Kelly op de set van High Society

In 1956 verscheen de musical High Society, een adaptatie van The Philadelphia Story geregisseerd door Charles Walters. De hoofdrollen werden vertolkt door Bing Crosby, Grace Kelly, Frank Sinatra, Celeste Holm en Louis Armstrong.
Philip Barry’s originele toneelstuk werd in 1981 opnieuw opgevoerd op Broadway. In het publiek zaten Hope en Edgar Scott. Hope schreef Hepburn datzelfde jaar: "Jij en The Philadelphia Story hebben me bijna beroemd gemaakt!"